# L'Aguicheuse (film, 1960)
Pour les articles homonymes, voir L'Aguicheuse.
L’Aguicheuse (Beat Girl) est un film britannique réalisé par Edmond T. Gréville, sorti en 1960.

## Synopsis
Jennifer (Gillian Hills) est une jeune étudiante en arts de seize ans qui traîne avec une bande de jeunes « beatniks », des marginaux qui refusent le vocabulaire et les mœurs de leurs parents et de tous ceux qu'ils qualifient de « square » (carrés). Ils passent leurs nuits à écouter du jazz et du rock au Beat Club, une cave. Elle accueille très froidement Nicole (Noëlle Adam), une Française de vingt-quatre ans que son père, Paul (David Farrar), architecte, vient d'épouser en secondes noces. Nicole cherche à devenir une amie pour sa belle-fille, sans grand succès. Leur relation s'aggrave lorsque Jenny comprend que Nicole a déjà travaillé avec Greta, une strip-teaseuse venue comme elle de Paris. En menant l'enquête et savoir quelle vie a eu Nicole avant d'épouser Paul, Jennifer se rapproche dangereusement de Kenny (Christopher Lee), le directeur du club de strip-tease où travaille Greta, un homme manipulateur et sans scrupules qui est fortement séduit par Jennifer, au désespoir de sa maîtresse Greta.

Un soir, Jenny décide d'improviser une fête chez elle. Sur le chemin, elle et sa bande font les fous sur la route et risquent sciemment la mort par deux fois : en roulant à pleine vitesse sans visibilité puis en posant leur cou sur les rails d'un chemin de fer alors qu'un train arrive. Mais aucun drame ne survient et la bande se retrouve au complet chez Jenny. Réveillée par le bruit, sa belle-mère assiste à un début de strip-tease que donne Jennifer devant ses amis. Elle chasse tous les jeunes gens avec l'aide de son mari Paul qui rentre au même moment. Par vengeance et juste avant de fuguer, Jennifer révèle à son père ce qu'elle sait de sa nouvelle épouse que lui ignore. Nicole est forcée de s'expliquer mais Paul, qui l'aime et qu'elle aime, lui pardonne. 
Tous deux partent alors chercher Jennifer qui de son côté est allée voir Kenny qui lui propose une nouvelle vie et un billet d'avion pour Paris. Greta, jalouse, tue Kenny. 
À la fin du film, Paul rentre chez lui en tenant son épouse sous un bras et sa fille sous l'autre : toutes ces épreuves ont fait d'eux une famille.

## Fiche technique
- Titre : Beat Girl (en français : L’Aguicheuse)
- Année : 1960
- Langue : Anglais
- Pays : Grande-Bretagne
- Réalisateur : Edmond T. Gréville
- Scénario : Dail Ambler, sur une histoire de lui-même et de Edmond T. Gréville
- Directeur de la photographie : Walter Lassally
- Musique : John Barry
- Producteur : George Willoughby pour la Renown Pictures Corporation
- Format : 35 mm noir et blanc sonore
- Durée : 85 minutes

## Distribution
- Gillian Hills : Jennifer
- Noëlle Adam : Nicole (la belle-mère de Jennifer)
- David Farrar : Paul Linden
- Christopher Lee : Kenny
- Delphi Lawrence : Greta (n'apparaît pas dans le générique de fin malgré l'importance du rôle)
- Adam Faith : Dave
- Margot Bryant : Martha
- Shirley Anne Field : Dodo
- Claire Gordon : Honey
- Nigel Green : Simon
- Michael Kayne : Duffle
- Peter McEnery : Tony
- Norman Mitchell : le portier du club
- Pascaline : strip-teaseuse
- Robert Raglan
- Nade Beall

## Autour du film
- Malgré l'importance de son rôle dans l'intrigue, l'actrice Delphi Lawrence n'est pas mentionnée au générique.
- Le rôle de Dave, un beatnik, est joué par Adam Faith, pop-star britannique des années 1960. Il chante deux chansons pendant le film : I Did What You Told Me et Made You. L'actrice Shirley Anne Field chante quant à elle la chanson It's Legal.
- Avec Beat Girl, John Barry signe sa toute première bande originale.